# Aldona Niemczyk
Aldona Maria Niemczyk (* 30. August 1969 in Katowice, Polen) ist eine deutsche Politikerin (CDU). Seit 2023 ist sie Mitglied des Abgeordnetenhauses von Berlin.

## Leben
Niemczyk kam 1990 als Spätaussiedlerin nach Berlin. Nach Beendigung eines Deutsch-Sprachkurses bei der Otto Benecke Stiftung erlangte sie am Hermann-Ehlers-Gymnasium in Berlin-Steglitz das Abitur. Sie schloss ein Studium der Sozialpädagogik und der Sozialen Arbeit an der Evangelischen Hochschule Berlin ab. Anschließend war sie beim Landesamt für Gesundheit und Soziales Berlin tätig. Mit dem Rückgang der Spätaussiedlerzahlen wechselte sie zur Zentralen Aufnahmestelle für Flüchtlinge Berlin. Von 2016 bis zu ihrem Einzug ins Abgeordnetenhaus 2023 war sie für das Landesamt für Flüchtlingsangelegenheiten tätig. Zudem amtiert sie als ehrenamtliche Richterin am Sozialgericht Berlin.
Niemczyk hat einen Sohn.

## Politik
Niemczyk ist Mitglied der CDU. Sie kandidierte bei der Wahl zum Abgeordnetenhaus von Berlin 2021 im Wahlkreis Charlottenburg-Wilmersdorf 4, verfehlte jedoch den Einzug ins Abgeordnetenhaus. Bei der Wiederholungswahl 2023 konnte sie das Direktmandat im Wahlkreis Charlottenburg-Wilmersdorf 4 gewinnen und zog ins Abgeordnetenhaus ein.